# Cantonul Bonnieux
Cantonul Bonnieux este un canton din arondismentul Apt, departamentul Vaucluse, regiunea Provence-Alpes-Côte d'Azur, Franța.

## Comune
- Bonnieux : 1 417 locuitori (reședință)
- Buoux : 112 locuitori
- Lacoste : 408 locuitori
- Ménerbes : 995 locuitori
- Oppède : 1 226 locuitori
- Sivergues : 30 locuitori